# Fusarium sphaeriae
Fusarium sphaeriae är en svampart som beskrevs av Fuckel 1870. Fusarium sphaeriae ingår i släktet Fusarium och familjen Nectriaceae.   Inga underarter finns listade i Catalogue of Life.